# Хьюстон, Байрон
Байрон Дуайт Хьюстон (англ. Byron Dwight Houston; родился 22 ноября 1969 года, Ватонга, штат Оклахома, США) — американский профессиональный баскетболист.

## Ранние годы
Байрон Хьюстон родился в городе Ватонга (штат Оклахома), учился в Оклахомской школе Стар-Спенсер из одноимённого города, в которой играл за местную баскетбольную команду.

## Студенческая карьера
После окончания школы Хьюстон поступил в университет штата Оклахома в Стиллуотере, где в течение четырёх лет выступал за команду «Оклахома Стэйт Ковбойз», в которой провёл успешную карьеру, набрав в итоге 2379 очков, 1190 подборов, 209 передач, 159 перехватов и 223 блок-шота, к тому же один раз помог выиграть своей команде регулярный чемпионат конференции Big Eight (1991), а также два раза помогал вывести свою команду в плей-офф студенческого чемпионата NCAA.

## Профессиональная карьера
Играл на позиции лёгкого форварда, тяжёлого форварда и атакующего защитника. В 1992 году был выбран на драфте НБА под 27-м номером командой «Чикаго Буллз», однако не провёл за неё ни одного матча, а сразу был обменян в клуб «Голден Стэйт Уорриорз». Позже выступал за команды «Сиэтл Суперсоникс», «Сакраменто Кингз», «Леон Каха Испания», «Квад-Сити Тандер» (КБА), «Самара», «ССА Трефл Сопот», «Ховентут Бадалона» и «Сент-Луис Суорм» (IBL). Всего в НБА провёл 4 сезона. В 1991 году Хьюстон признавался баскетболистом года среди студентов конференции Big Eight, а в 1992 году включался во 2-ю всеамериканскую сборную NCAA. Всего за карьеру в НБА сыграл 214 игр, в которых набрал 835 очков (в среднем 3,9 за игру), сделал 648 подборов, 114 передач, 103 перехвата и 86 блок-шотов.
В 1999 году Хьюстон выиграл в составе сборной США серебряные медали Панамериканских игр в Виннипеге.

## Личная жизнь
15 июня 2006 года Байрон Хьюстон был удалён из детского баскетбольного лагеря в Оклахоме из-за того, что был зарегистрирован в этом штате как сексуальный преступник. 13 июня 2007 года он был арестован по обвинению в неприличном поведении, участвуя в непристойном акте и управлении транспортным средством без водительского удостоверения. 16 сентября 2007 года он был приговорён к четырём годам тюрьмы за нарушение испытательного срока, связанного с этим преступлением. Свидетели защиты утверждали, что Хьюстон страдал от биполярного расстройства и других психических заболеваний.

## Статистика

### Статистика в НБА
| Сезон                                                                                    | Команда      | Регулярный сезон | Регулярный сезон | Регулярный сезон | Регулярный сезон | Регулярный сезон | Регулярный сезон | Регулярный сезон | Регулярный сезон | Регулярный сезон | Регулярный сезон | Регулярный сезон | Серия плей-офф | Серия плей-офф | Серия плей-офф | Серия плей-офф | Серия плей-офф | Серия плей-офф | Серия плей-офф | Серия плей-офф | Серия плей-офф | Серия плей-офф | Серия плей-офф |
| Сезон                                                                                    | Команда      | GP               | GS               | MPG              | FG%              | 3P%              | FT%              | RPG              | APG              | SPG              | BPG              | PPG              | GP             | GS             | MPG            | FG%            | 3P%            | FT%            | RPG            | APG            | SPG            | BPG            | PPG            |
| ---------------------------------------------------------------------------------------- | ------------ | ---------------- | ---------------- | ---------------- | ---------------- | ---------------- | ---------------- | ---------------- | ---------------- | ---------------- | ---------------- | ---------------- | -------------- | -------------- | -------------- | -------------- | -------------- | -------------- | -------------- | -------------- | -------------- | -------------- | -------------- |
| 1992/93                                                                                  | Голден Стэйт | 79               | 8                | 16,1             | 44,6             | 28,6             | 66,5             | 4,0              | 0,9              | 0,6              | 0,5              | 5,3              | Не участвовал  | Не участвовал  | Не участвовал  | Не участвовал  | Не участвовал  | Не участвовал  | Не участвовал  | Не участвовал  | Не участвовал  | Не участвовал  | Не участвовал  |
| 1993/94                                                                                  | Голден Стэйт | 71               | 2                | 12,2             | 45,8             | 14,3             | 61,1             | 2,7              | 0,5              | 0,5              | 0,4              | 2,8              | 3              | 2              | 15,3           | 75,0           | -              | 60,0           | 1,7            | 1,0            | 0,3            | 0,7            | 5,0            |
| 1994/95                                                                                  | Сиэтл        | 39               | 0                | 6,6              | 45,8             | 27,3             | 73,7             | 1,4              | 0,2              | 0,3              | 0,1              | 3,4              | 1              | 0              | 1,0            | 0,0            | -              | -              | 0,0            | 0,0            | 0,0            | 0,0            | 0,0            |
| 1995/96                                                                                  | Сакраменто   | 25               | 0                | 11,0             | 50,0             | 33,3             | 80,8             | 3,4              | 0,3              | 0,5              | 0,3              | 3,4              | Не участвовал  | Не участвовал  | Не участвовал  | Не участвовал  | Не участвовал  | Не участвовал  | Не участвовал  | Не участвовал  | Не участвовал  | Не участвовал  | Не участвовал  |
|                                                                                          | Всего        | 214              | 10               | 12,5             | 45,6             | 25,6             | 67,6             | 3,0              | 0,5              | 0,5              | 0,4              | 3,9              | 4              | 2              | 11,8           | 66,7           | -              | 60,0           | 1,3            | 0,8            | 0,3            | 0,5            | 3,8            |
| Наведите курсор мыши на аббревиатуры в заголовке таблицы, чтобы прочесть их расшифровку. |              |                  |                  |                  |                  |                  |                  |                  |                  |                  |                  |                  |                |                |                |                |                |                |                |                |                |                |                |